# Asterope occidentalium
Asterope occidentalium är en fjärilsart som beskrevs av Paul Mabille 1877. Asterope occidentalium ingår i släktet Asterope och familjen praktfjärilar. Inga underarter finns listade i Catalogue of Life.